# Oonautes hanseni
Oonautes hanseni är en nässeldjursart som beskrevs av Damas 1936. Oonautes hanseni ingår i släktet Oonautes och familjen Zancleidae. Inga underarter finns listade i Catalogue of Life.